# Grævling
Grævling (Meles meles) er et kraftigt bygget rovdyr af mårfamilien, som er udbredt over hele Eurasien. Grævlingen var Danmarks største landrovdyr, til ulven gjorde sit indtog i 2012. Grævlingen lever i Danmark undtagen på Bornholm og enkelte mindre øer. Den er mest talrig i Østjylland. Der anslås at leve 30.000-40.000 grævlinger i Danmark (1995).
Grævlingen er let at kende med sin karakteristiske hvide stribe over hovedet og kraftige bygning. Grævlingen går ikke i hi, men kan sove flere dage i træk.
Grævlingen måler 60-70 centimeter, hvortil kommer den 15-20 centimeter lange hale. Grævlingen kan veje op til 20 kilo.
Grævlingen spiser både bær og mindre dyr, men foretrækker regnorme og muldvarpe.

## Levevis
Grævlingerne lever i familiegrupper, klaner, som tæller fra tre til 10 dyr, men som kan rumme mere end 30 dyr. En klan har som regel højst fem unger. Klanen holder til på et territorium, som de forsvarer mod artsfæller. Territoriet bliver markeret med duftsekret fra kirtler, der munder ud ved endetarmsåbningen, og med urin og ekskrementer.
Boet er en underjordisk hule, grævlingegraven, der indeholder et eller flere redekamre og har et eller flere indgangshuller. Oftest ligger den på skråninger i løv- og blandingsskove, krat eller levende hegn. I nærheden er der lysninger, marker, overdrev og enge, hvor dyrene finder føden.
Grævlinger er overvejende nataktive. I sommerhalvåret begynder dyrenes aktivitet omkring solnedgang og slutter omkring solopgang. I vinterhalvåret er de som regel først aktive et par timer efter solnedgang og vender tilbage til graven et par timer før solopgang.
Hunnen bliver kønsmoden i treårsalderen, mens hannen allerede er kønsmoden som etårig. Fra tidspunktet, hvor hunnens æg er befrugtet, går der mellem to og otte måneder, før æggene sætter sig fast i livmoderen for at udvikles. Det kaldes forlænget drægtighed. Når æggene har sat sig fast, går der cirka to måneder, før to-tre unger fødes - normalt i januar-marts.

## Grævlingejagt
Grævlingen er fredet, men blev tidligere jagtet for sin pels.
Grævlingen har stærke kæber og tænder og forsvarer sig voldsomt, hvis den angribes. En gammel skrøne gik ud på, at grævlingen kunne angribe jægeren og bide sig fast i hans ben, som den først slap, når den hørte knoglerne knase. Derfor gik grævlingejægere med trækul eller koks i støvleskafterne.